# Hillman (Míchigan)
Hillman es una villa ubicada en el condado de Montmorency en el estado estadounidense de Míchigan. En el Censo de 2010 tenía una población de 701 habitantes y una densidad poblacional de 159,12 personas por km².

## Geografía
Hillman se encuentra ubicada en las coordenadas 45°3′51″N 83°53′47″O / 45.06417, -83.89639. Según la Oficina del Censo de los Estados Unidos, Hillman tiene una superficie total de 4.41 km², de la cual 4.28 km² corresponden a tierra firme y (2.82%) 0.12 km² es agua.

## Demografía
Según el censo de 2010, había 701 personas residiendo en Hillman. La densidad de población era de 159,12 hab./km². De los 701 habitantes, Hillman estaba compuesto por el 97.86% blancos, el 0.14% eran afroamericanos, el 0.71% eran amerindios, el 0.14% eran asiáticos, el 0% eran isleños del Pacífico, el 0.14% eran de otras razas y el 1% pertenecían a dos o más razas. Del total de la población el 1.43% eran hispanos o latinos de cualquier raza.